# رباط (شیروان)
رباط روستایی در دهستان قوشخانه پایین بخش قوشخانه شهرستان شیروان استان خراسان شمالی ایران است. مردم روستای رباط به زبان ترکی خراسانی سخن می‌گویند.

## جمعیت
بر پایه سرشماری عمومی نفوس و مسکن در سال ۱۳۹۵ جمعیت این مکان ۱٬۰۲۷ نفر (۳۰۷خانوار) بوده است.